# Стефан Колліні
Стефан Колліні (народився 6 вересня 1947) — англійський літературознавець і вчений, почесний професор англійської літератури та інтелектуальної історії в Кембриджському університеті та почесний стипендіат Клер Холл. Він написав есе для таких видань, як The Times Literary Supplement, The Nation і London Review of Books. Він навчався в коледжі Святого Джозефа в Беула-Хілл, на півдні Лондона, отримав ступінь бакалавра та доктора філософії в Ісусовому коледжі в Кембриджі, а також отримав ступінь магістра в Єльському університеті.

## Інтернет-ресурси
- Stefan Collini, University of Cambridge
- Contributor page at the London Review of Books
- Contributor page at The Nation
- Journalisted page
- Review of Шаблон:Usurped The Oxonian Review, 23 April 2012.
- «The Two Cultures — A Conversation with Stefan Collini», Ideas Roadshow, 2013